# Sadalmelik
Sadalmelik eller Alfa Aquarii (α Aquarii, förkortat Alfa Aqr, α Aqr) som är stjärnans Bayerbeteckning, är en ensam stjärna belägen i den norra delen av stjärnbilden Vattumannen. Den har en skenbar magnitud på 2,94, är den näst ljusaste stjärnan i stjärnbilden och är synlig för blotta ögat. Baserat på parallaxmätning inom Hipparcosuppdraget på ca 6,2 mas, beräknas den befinna sig på ett avstånd på ca 520 ljusår (ca 161 parsek) från solen. 

## Nomenklatur
Alfa Aquarii har det traditionella namnet Sadalmelik, som kommer från det arabiska uttrycket سعد الملك (sa al-malik), vilket betyder "konungens lycka". Namnet Rucbah har tidigare också applicerats på denna stjärna, även om den delade det namnet med Delta Cassiopeiae. Den är en av endast två stjärnor med gamla egentliga namn, som ligger inom en grad från himmelsekvatorn. Ursprunget till det arabiska namnet har inte kunnat härledas ur historien.
År 2016 organiserade Internationella astronomiska unionen en arbetsgrupp för stjärnnamn (WGSN) med uppgift att katalogisera och standardisera riktiga namn för stjärnor. WGSN fastställde namnet Sadalmelik  för Alfa Aquarii i augusti 2016 och detta är nu inskrivet i IAU:s Catalog of Star Names. 

## Egenskaper
Alfa Aquarii är en gul till vit superjättestjärna av spektralklass G2 Ib. Den har en massa som är ca 6,5 gånger större än solens massa, en radie som är ca 77 gånger större än solens och utsänder från dess fotosfär ca 3 000 gånger mera energi än solen vid en effektiv temperatur av ca 5 200 K. Undersökning av stjärnan vid Chandra X-ray Observatory visar att den har ett signifikant underskott av röntgenstrålning jämfört med stjärnor i huvudserien av spektraltyp G, vilket är vanligt för unga jättestjärnor av spektraltyp G.
Alfa Aquarii har en visuell följeslagare (UCAC2 31789179) med en skenbar magnitud på ungefär 12,2, separerad med 110,4 bågsekunder från Alfa Aquarii vid en positionsvinkel på 40°.